# Adolph Gottlieb
Adolph Gottlieb (New York, 14 marzo 1903 – New York, 4 marzo 1974) è stato un pittore statunitense.

## Biografia
Alla fine degli anni dieci studiò pittura sotto la guida di Robert Henri. Nel 1921 compì un viaggio in Europa, fermandosi in particolare a Parigi, Berlino e Monaco. Nel 1923 tornò a New York e cominciò ad esporre con successo, guadagnandosi la stima dei più importanti artisti e critici d'arte con opere che risentono dell'influenza della psicologia junghiana, in particolare per le ricerche sui miti e sui simboli. Nel 1935 insieme ad altri artisti, tra cui Mark Rothko, cominciò ad esibire opere con elementi di espressionismo e di astrattismo: i componenti di questo gruppo sarebbero diventati noti come gli espressionisti astratti (furono proprio Gottlieb e Rothko a pubblicare nel 1943 sul New York Times quello che viene considerato il manifesto del gruppo).
Nel 1937 Gottlieb visse per alcuni mesi nel deserto dell'Arizona, vicino a Tucson, prendendo ispirazione dall'ambiente e dipingendo i cactus ed il paesaggio sterile ed arido: queste opere tendono al surrealismo, con incongruenze misteriose in un paesaggio al contrario normale. Col passare degli anni la sua attenzione si spostò sempre più verso lo spazio: il suo obbiettivo fu di far provare allo spettatore le stesse emozioni da lui provate guardando il cielo del deserto dell'Arizona, espresse in forma sostanzialmente astratta. Durante gli anni quaranta Gottlieb incontrò a New York molti surrealisti che avevano lasciato l'Europa a causa della seconda guerra mondiale: queste nuove amicizie aumentarono e riaffermarono il suo interesse per il subconscio come tramite per un'arte evocativa ed universale. Questa ricerca portò il suo interesse verso le popolazioni primitive ed indigene, soprattutto dell'America settentrionale e del Medio Oriente, alla ricerca di simboli basilari ed elementari che dovevano avere lo stesso effetto su tutti coloro che li guardavano.
Nel dopoguerra il suo stile acquisì una struttura più solida, in cui sono rintracciabili influenze di arte giapponese. Negli anni cinquanta continuò le sperimentazioni stilistiche focalizzate sull'elemento dello spazio e della profondità, dipingendo paesaggi elementari popolati da figure rudimentali, in cui la rappresentazione si semplifica sempre più, fino ad arrivare a poche forme circolari e serpeggianti. In questi anni l'uso del colore divenne cruciale, tanto che oggi Gottlieb è considerato come uno dei coloristi tecnicamente più dotati del periodo. Nel 1970 la sua salute peggiorò tanto da paralizzarlo parzialmente. Ciononostante, continuò a lavorare fino alla morte.